# Monique Drilhon

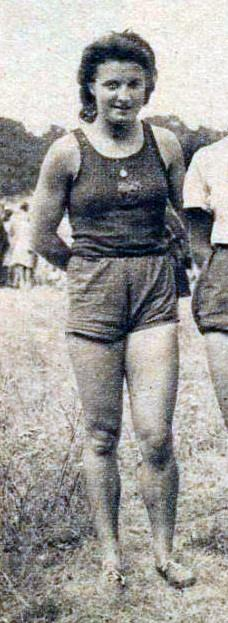
Monique Drilhon im Juli 1943

Monique Drilhon, verheiratete Dubreuilh; (* 16. Dezember 1922 in Bordeaux; † 11. Dezember 2019 in Gradignan) war eine französische Sprinterin.
Bei den Europameisterschaften 1946 in Oslo gewann sie Silber in der 4-mal-100-Meter-Staffel und erreichte über 100 Meter das Halbfinale.
1943 wurde sie französische Meisterin über 100 und 200 Meter.
Ihre persönliche Bestzeit über 200 Meter von 26,0 s stellte sie am 15. Juli 1946 in Bordeaux auf.